# 131 Vala
Vala /ˈvɑːlə/ (định danh hành tinh vi hình: 131 Vala) là một tiểu hành tinh ở vòng bên trong của vành đai chính. Ngày 24 tháng 5 năm 1873, nhà thiên văn học người Mỹ gốc Đức Christian H. F. Peters phát hiện tiểu hành tinh Vala khi ông thực hiện quan sát tại Đài quan sát Litchfield từ Đại học Hamilton, New York và đặt tên nó theo Völva, một nữ tiên tri trong thần thoại Bắc Âu. Người ta đã quan sát từ Ý thấy Vala che khuất một ngôi sao vào ngày 26 tháng 5 năm 2002.